# François Dufaut
Pour les articles homonymes, voir Dufaut et Dufault.
François Dufaut ou Dufault, encore graphié du Fault ou du Faulx, né avant 1604 à Bourges et mort avant 1672 est un luthiste et compositeur français de la période baroque.

## Biographie
François Dufaut a composé de la musique pour le luth. Sa sensibilité rythmique est remarquable. 
Il a laissé :
- douze pièces de tablature dans le recueil intitulé Tablature de luth de différents autheurs sur des accords nouveaux[1], publié chez P. Ballard en 1631[2],
- un certain nombre d’autres pièces restées manuscrites, éparses dans les bibliothèques de Vienne, Berlin, Paris, Rostock ou Besançon, empruntant la forme de danses dotées de sous-titres, qui ont fait la fortune des clavecinistes français,
- mais également des « tombeaux » dans la tradition baroque, partitions dédiées à la mémoire d’un collègue musicien, d’un poète ou d'un simple ami.

Dufaut a, semble-t-il, beaucoup voyagé : on le trouve encore en Angleterre en 1669.
Il a suivi une formation de luthiste chez Denis Gaultier dont il a été l’élève vers 1630, et dont la manière transparaît à de nombreuses reprises dans sa propre expression artistique. À l’image de la majorité des grands compositeurs de son temps, Dufaut manifeste une inclination certaine pour les harmonies et les couleurs savantes, sans se départir de la discrétion et du raffinement qui caractérisent son art.

## Œuvres
Voici quelques œuvres, parmi environ 165 pièces pour luth de Dufaut :
- Suite en sol mineur :
  - Prélude
  - Allemande
  - Sarabande & Double
  - Courante suedoise
  - Gigue
  - Tombeau de Monsieur Blancrocher
- Suite en ut mineur :
  - Prélude
  - Allemande
  - Courent
  - Sarabande
  - Guigue
- Suite en la mineur :
  - Prélude
  - Allemande
  - Gigue
  - Courante
  - Courante
  - Sarabande
- Suite en ut majeur :
  - Allemande
  - Sarabande
  - Gavotte
  - Sauterelle
- Pavane en mi mineur

## Sources
- Article « François Dufaut » in Silvo Riolfo Marengo, Encyclopédie de la musique, Paris, LGF, coll. La Pochothèque, 2000
- Article « François Dufaut » in Marc Vignal, Dictionnaire de la musique, volume 1, Paris, Larousse, 1999
- Notice du disque François Dufaut, Jacques Gallot Pièces pour luth (interprète Pascal Montheilhet) écrite par François-Pierre Goy.

## Discographie
- En 1976, Hopkinson Smith a enregistré un disque entier sous le label Astrée/Auvidis, (réf. As 15), réédité en CD en 1989 (réf. E 7735)
- Dufaut: 5 suites pour luth par Louis Pernot chez Accord (Musidisc) (Ref: 200262 MU 750) enregistré en 1988
- François Dufaut, Jacques Gallot Pièces pour luth Pascal Montheilhet, disque Virgin
- En 2006, André Henrich a consacré au compositeur un disque entier, disque Aeolus.
- Les Accords Nouveaux II, disque de Sigrun Richter consacré à des suites de René Mézangeau, Nicolas Bouvier, Mr Dubuisson (Étienne Houselot), Nicolas Chevalier et François Dufaut.